# Misha Veksler
Misha Veksler (geboren 1907 in Wilna, Russisches Kaiserreich, heute Vilnius, Litauen; gestorben 1943 in Ponar oder im KZ Majdanek) war ein litauischer Komponist, Pianist und Dirigent.

## Leben und Wirken
Über Vekslers Ausbildung, Werdegang und seine Tätigkeit vor der antisemitischen Verfolgung ist kaum etwas bekannt. Infolge der Besetzung seiner litauischen Heimat durch die deutsche Wehrmacht 1941 wurde der frühzeitig an Kinderlähmung erkrankte jüdische Künstler in seiner Heimatstadt Vilnius verhaftet und in das Ghetto der Stadt verbracht. Dort leitete er das jüdische Theaterorchester und schrieb eine Reihe von Liedern und Revuen, die vor Ort uraufgeführt wurden. Unter den Werken, die den Holocaust überstanden haben, befinden sich die jiddischen Kompositionen „Fun kolkhoz bin ich“, „Peshe fun reshe“ und „Korene yorn un vey tsu di teg“. Viele dieser Arbeiten entstanden in Zusammenarbeit mit dem jüdischen Librettisten Leyb Rozental, der die Texte verfasste. Als beider bekannteste Arbeit gilt „Yisrolik“. Erzählt wird dort von einem mutigen Waisenjungen, der sich im Ghetto durchschlägt. Infolge der Räumung des Ghettos 1943 wurde Veksler verschleppt und entweder im Stadtteil Ponar ermordet oder in das KZ Majdanek deportiert.